# Baluard de Migdia
El baluard de Migdia és un dels onze que tingueren les muralles de Barcelona fins que foren enderrocades a mitjans del segle xix. Fou escenari de diversos episodis de la història de la ciutat, destacant entre aquests els violents combats que hi tingueren lloc l'11 de setembre de 1714, i ha estat redescobert el 2008.

## Història i descripció

### Les muralles de Barcelona i els seus baluards
La muralla de mar es començà a construir el segle xvi, i també es construïren baluards que actuessin de reforç defensiu i protecció de les anteriors muralles medievals; el darrer s'aixecà després del setge de 1697. D'aquesta manera tot just abans de la Guerra de Successió Barcelona quedà protegida per onze baluards: el baluard de Llevant, el de Santa Clara, el del Portal Nou, el de Sant Pere, el de Jonqueres, el de l'Àngel, el de Talles, el de Sant Antoni, el de Santa Madrona, el de Sant Francesc i el de Migdia. De la cortina situada entre els baluards de Sant Antoni i Santa Madrona partia una línia atrinxerada que comunicava amb el perímetre fortificat del castell de Montjuïc.

### Guerra de successió
El baluard de Migdia era prop del Pla de Palau i cobria el Portal de Mar de Barcelona; la seva orientació el convertia en un punt de protecció dels atacs provinents des del mar. Tot i així però, aquest baluard esdevingué un dels escenaris dels combats més violents haguts durant l'onze de setembre de 1714. Les tropes borbòniques iniciaren l'assalt general sobre tota la muralla de llevant de la ciutat a dos quarts de cinc de la matinada; després de dues hores d'heroica resistència les unitats de la Coronela de Barcelona foren massacrades a la bretxa dels molins. A partir d'aquell moment la línia de defensa es trencà i les unitats borbòniques començaren a penetrar massivament per la bretxa, agafant per l'esquena els defensors que lluitaven als baluards de Llevant, de Santa Clara i del Portal Nou. Amb els baluards de Llevant sota el control borbònic, el mariscal duc de Berwick ordenà l'avenç en massa de les seves tropes, que començaren a penetrar a la ciutat pels flancs esquerre i dret, quedant retinguts, però, al centre.
A les 7 del matí el flanc dret borbònic aconseguí arribar fins al baluard de Jonqueres, on les tropes cabdellades pel conseller en cap Rafael Casanova, que duien la Bandera de Santa Eulàlia, aconseguiren, no només aturar l'escomesa filipista, sinó fer-les recular fins que pràcticament foren expulsades de la ciutat de Barcelona. Paral·lelament, al flanc esquerre, la penetració borbònica aconseguí arribar fins al baluard de Migdia, on el destacament de cent fusellers i artillers comandats pel coronel Anton Paperoles també aconseguí aturar l'ofensiva de les tropes filipistes, que es parapetaren als edificis de la caserna i cavallerisses, des d'on començaren a obrir foc a discreció contra el baluard de Migdia. El capità Josep d'Aguilar i d'Alòs aconseguí entrar al baluard, on el coronel Paperoles, amb la posició molt batuda per la posició elevada dels filipistes, ordenà que totes les bateries d'artilleria s'encaressin contra les posicions borbòniques. En obrir foc simultani, les parets de la caserna i les cavallerisses rebentaren completament, i s'obriren grans esvorancs a través dels quals les tropes catalanes llençaren les granades. Les baixes de les tropes borbòniques foren catastròfiques i començaren també a retirar-se d'aquell sector de la ciutat. A partir d'aquell moment el general Francesc Sans Miquel i de Monrodon, comandant del sector de Pla de Palau, ordenà la contraofensiva catalana amb diverses companyies de la Coronela i unitats soltes de l'Exèrcit. Vers dos quarts de nou del matí, els capitans Francesc de Castellví i Obando i Onofre Homdedéu havien avançat fins al Pla d'en Llull i la zona dels molins, però aleshores el duc de Berwick ordenà llençar la tercera onada massiva de les seves tropes. Els filipistes recuperaren el terreny perdut i es parapetaren a la caserna; el baluard de Migdia, que tenia una posició estratègica clau per a la defensa del sector, resistí totes i cadascuna de les envestides borbòniques. Entre les seves parets hi caigueren ferits el capità Josep d'Aguilar d'Alòs i el capità Miquel Castellarnau, mentre el coratjós coronel de fusellers Anton Paperoles, comandant fix del baluard de Migdia, hi morí defensant-lo fins a la fi.

### Descoberta i visibilitat

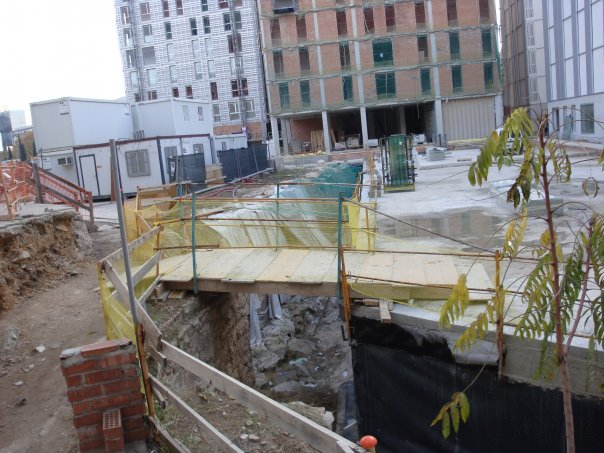
La promoció immobiliària de luxe de Sacyr Vallehermoso tapa completament el Baluard de Migdia impedint qualsevol visibilitat pública de les restes històriques vinculades a l'Onze de Setembre de 1714

El 2008 l'empresa madrilenya Sacyr Vallehermoso va iniciar, amb l'aval de l'Ajuntament de Barcelona, la construcció d'una promoció immobiliària en una zona sensible arqueològicament. Durant les obres, es produí la redescoberta del baluard de Migdia, fet que va generar un ampli ressò mediàtic en favor de la seva preservació. Davant la reacció ciutadana, l'alcalde socialista Jordi Hereu va manifestar el maig d'aquell any la intenció de fer-hi un passeig arqueològic que preservaria la total visibilitat del baluard de Migdia i el convertiria en un indret d'interès turístic que facilitaria la interpretació històrica del conjunt. Però després de la presentació pública del projecte definitiu, poca cosa quedà de la modificació del Pla General Metropolità per a requalificar els terrenys, i finalment, les edificacions han quedat enganxades a la muralla, fet que va originar protestes veïnals i un gran ressò mediàtic. D'aquesta manera, la petita plaça interior dissenyada per l'empresa constructora impedia la lliure visió del tram de muralla i el baluard del Migdia, que van quedar totalment enfonsats. L'ocultació total del conjunt històrico-patrimonial culminà amb la instal·lació d'unes peixeres semitransparents que només permetien veure les restes des del pàrquing subterrani dels edificis.
Amb la segona fase de la urbanització dels terrenys de l'estació de Rodalies, immediats a l'estació de França, es va instal·lar un balcó panoràmic i una passarel·la d'accés al fossat. El conjunto comprèn un gran tram del baluard i la muralla, una contraescarpa de principis del segle xviii, un canal auxiliar del Rec Comtal posterior al 1735 i una segona canalització que creuava en diagonal el fossat.